# Fluxo potencial incompressível
A teoria do fluxo potencial incompressível, é uma teoria matemática que simplifica notavelmente a equação de um fluxo de um fluido comparado com as equações de Navier-Stokes. Enquadram-se na discussão da teoria do potencial.
É baseado nas suposições de que:
- o fluxo seja irrotacional
- seja incompressível (isto é, que a densidade se mantenha constante ou seja, sua variação seja insignificante)
- as forças de massa são insignificantes (como a força peso por exemplo)
- a viscosidade do fluxo seja insignificante.

Juntamente com as equações de Navier aproximadas para a camada limite ou com as equações de Euler, as equações de fluxo potencial podem ser usadas para resolver muitas situações práticas de fluxo em corpos aerodinâmicos. No caso de fluxos bidimensionais as equações são particularmente simples.

## Equação de transporte de vorticidade
A equação de conservação de massa (a primeira equação de Navier-Stokes) se escreve:
{\displaystyle {\frac {D\rho }{Dt}}+\rho \nabla \cdot {\vec {V}}=0}
onde o primeiro termo representa a derivada material da densidade e o segundo termo a densidade multiplicada pela divergência da velocidade.
Nas hipóteses ilustradas no início, em particular de fluxo incompressível, a derivada material da densidade é zero e, portanto, a equação torna-se: 
{\displaystyle \nabla \cdot {\vec {V}}=0}
Este resultado pode, por sua vez, ser substituído na equação de conservação do momento (que é uma equação vetorial, segunda equação de Navier-Stokes):
{\displaystyle {\frac {\partial {\vec {V}}}{\partial t}}+{\vec {V}}\cdot \nabla {\vec {V}}=-{\frac {1}{\rho }}\nabla p+\nu \nabla ^{2}{\vec {V}}+{\vec {f}}}
onde o segundo termo representa a aceleração de Lagrange, p a pressão, ν a viscosidade cinemática e o último termo representa a força de massa que são negligenciados para as hipóteses iniciais.
Por conveniência podemos escrever o segundo termo de outra forma lembrando a operação do produto vetorial de um vetor para um rotor:
{\displaystyle {\vec {V}}\times \left(\nabla \times {\vec {V}}\right)=\nabla {\frac {V^{2}}{2}}-{\vec {V}}\left(\nabla \cdot {\vec {V}}\right)}
explicitando a aceleração de Lagrange:
{\displaystyle {\vec {V}}\left(\nabla \cdot {\vec {V}}\right)=\nabla {\frac {V^{2}}{2}}-{\vec {V}}\times {\vec {\omega }}}
onde substituiu o rotor do vetor V o vetor ω vorticidade.  Substituindo a expressão da aceleração de Lagrange assim obtida na equação de conservação do momento e girando o rotor, finalmente chegamos à equação de transporte de vorticidade:
{\displaystyle {\frac {D{\vec {\omega }}}{Dt}}={\vec {\omega }}\cdot \nabla {\vec {V}}+\nu \nabla ^{2}{\vec {\omega }}}
Nas hipóteses introduzidas no início o fluxo é invíscido e portanto o último termo será desprezado.  No caso de fluxos bidimensionais, o primeiro termo do lado direito também desaparecerá devido ao fato de que o produto escalar de dois vetores normais entre si (perpendiculares) é zero. O resultado final será portanto:
{\displaystyle {\frac {D{\vec {\omega }}}{Dt}}=0}

## Potencial escalar
Graças à hipótese do fluxo irrotacional temos:
{\displaystyle {\vec {\omega }}=\nabla \times {\vec {V}}=0}
Lembrando que o rotor de um gradiente é sempre zero, podemos expressar o vetor V como um gradiente de alguma função escalar:
{\displaystyle {\vec {V}}=\nabla \phi }
ou, por componentes:
{\displaystyle u={\frac {\partial \phi }{\partial x}}\quad v={\frac {\partial \phi }{\partial y}}\quad w={\frac {\partial \phi }{\partial z}}}
Pelo teorema do rotor (teorema de Stokes) temos:
{\displaystyle \iint _{S}\left({\vec {\nabla }}\times {\vec {V}}\right)\cdot d{\vec {S}}=\oint _{\partial S}{\vec {V}}\cdot d{\vec {l}}=\oint _{\partial S}\nabla \phi \cdot d{\vec {l}}=\oint _{\partial S}{\frac {\partial \phi }{\partial l}}dl=\oint _{\partial S}d\phi =0}
que mostra como dφ é um diferencial exato, ou seja, sua integral não depende do caminho de integração particular, mas apenas dos extremos. Então:
{\displaystyle d\phi ={\frac {\partial \phi }{\partial x}}dx+{\frac {\partial \phi }{\partial y}}dy+{\frac {\partial \phi }{\partial z}}dz=udx+vdy+wdz}

## Vetor potencial
Lembrando que a equação de conservação de massa, com as hipóteses iniciais, pode ser expressa na forma:
{\displaystyle \nabla \cdot {\vec {V}}=0}
e que a divergência de um rotor é sempre zero, é possível expressar a velocidade do fluido como um rotor de uma determinada função vetorial a:
{\displaystyle {\vec {V}}=\nabla \times {\vec {a}}}
Esta função é chamada potencial vetorial. Lembrando a definição de vorticidade:
{\displaystyle {\vec {\omega }}=\nabla \times {\vec {V}}=\nabla \times \left(\nabla \times {\vec {a}}\right)=\nabla \left(\nabla \cdot {\vec {a}}\right)-\nabla ^{2}{\vec {a}}}
Como sempre, o potencial vetorial é definido até um gradiente:
{\displaystyle {\vec {a}}={\vec {a}}\,'+\nabla f}
e substituindo na equação da velocidade obtemos:
{\displaystyle {\vec {V}}=\nabla \times {\vec {a}}=\nabla \times \left({\vec {a}}\,'+\nabla f\right)=\nabla \times {\vec {a}}\,'+\nabla \times \nabla f=\nabla \times {\vec {a}}\,'}
Portanto, como a função f é uma função arbitrária, será possível escolher aquela função específica f para a qual ela é:
{\displaystyle \nabla \cdot {\vec {a}}=0}
e portanto:
{\displaystyle {\vec {\omega }}=\nabla \left(\nabla \cdot {\vec {a}}\right)-\nabla ^{2}{\vec {a}}=-\nabla ^{2}{\vec {a}}}

## Fluxos bidimensionais
Um campo fluidodinâmico bidimensional é definido como um campo fluidodinâmico onde as velocidades e gradientes normais a um plano, denominado plano de movimento, são insignificantes.

### Função de fluxo
No caso em que o fluxo é bidimensional a vorticidade possui apenas uma componente normal ao plano de movimento. Se o versor normal ao plano é e3 então este componente será ω3.  
Conforme ilustrado para o potencial vetorial, é possível definir este componente igual a um Laplaciano de uma determinada função escalar que indicamos com ψ:
{\displaystyle \omega _{3}=-\nabla ^{2}\psi }
Dado que, de acordo com as hipóteses levantadas no início, o fluxo é irrotacional, a sua vorticidade deve ser zero e portanto a relação anterior deve ser:
{\displaystyle \nabla ^{2}\psi =0}
Lembrando disso
{\displaystyle {\vec {V}}=\nabla \times {\vec {a}}\qquad {\vec {\omega }}=-\nabla ^{2}{\vec {a}}=-\nabla ^{2}\psi {\hat {e}}_{3}}
sim, você tem isso
{\displaystyle {\vec {V}}=\nabla \times {\vec {a}}=\nabla \times \left(\psi {\hat {e}}_{3}\right)={\frac {\partial \psi }{\partial y}}\,{\hat {e}}_{1}-{\frac {\partial \psi }{\partial x}}\,{\hat {e}}_{2}+0\,{\hat {e}}_{3}}
ou, indicando os componentes conforme os eixos:
{\displaystyle {\begin{cases}u={\frac {\partial \psi }{\partial y}}\\v=-{\frac {\partial \psi }{\partial x}}\\w=0\end{cases}}}
A função escalar ψ ´´e dita função de fluxo.  Seu nome se deve à seguinte consideração: ao longo de uma linha de fluxo, por definição, o valor desta função é constante e portanto:
{\displaystyle d\psi ={\frac {\partial \psi }{\partial x}}dx+{\frac {\partial \psi }{\partial y}}dy=-v\,dx+u\,dy=0}
e assim:
{\displaystyle {\frac {u}{v}}={\frac {dx}{dy}}}
a expressão anterior indica que uma linha de fluxo é paralela à velocidade. Portanto, as linhas de fluxo são impermeáveis a vazão que flui entre duas linhas de fluxo é constante.

## Fluxo potencial
Conforme apresentado acima, em um campo fluidodinâmico irrotacional a vorticidade é zero, portanto:
{\displaystyle {\vec {\omega }}=\nabla \times {\vec {V}}=0}
e, portanto, é possível expressar o vetor velocidade como:
{\displaystyle {\vec {V}}=\nabla \phi }
Se o fluxo for incompressível, da equação de conservação de massa obtemos:
{\displaystyle \nabla \cdot {\vec {V}}=0}
e portanto, combinando as duas equações anteriores:
{\displaystyle \nabla ^{2}\phi =0\,.}
A equação anterior é chamada equação de Laplace e é uma equação linear, porque este é o operador de Laplace.  Portanto, é válido o princípio da superposição de efeitos, segundo o qual uma combinação linear de soluções de uma equação linear ainda é uma solução da equação, desde que as condições de contorno também sejam lineares.
A teoria potencial, portanto, usa superposições de soluções simples para derivar soluções de fluxos complexos.

### Fluxo uniforme
A solução de fluxo uniforme, ou seja, um fluxo com uma velocidade V∞ formando um ângulo α com o eixo das abcissas é obtido a partir das relações:
{\displaystyle {\begin{aligned}u&=V_{\infty }\cos \alpha ={\frac {d\phi }{dx}}={\frac {d\psi }{dy}}\\v&=V_{\infty }\,\mathrm {sen} \,\alpha ={\frac {d\phi }{dy}}=-{\frac {d\psi }{dx}}\end{aligned}}}
do qual:
{\displaystyle {\begin{aligned}d\phi &=udx+vdy=V_{\infty }\cos \alpha \,dx+V_{\infty }\,\mathrm {sen} \,\alpha \,dy\\d\psi &=-vdx+udy=-V_{\infty }\,\mathrm {sen} \,\alpha \,dx+V_{\infty }\cos \alpha \,dy.\end{aligned}}}
Integrando-os com as condições de contorno {\displaystyle \phi (0;0)=\psi (0;0)=0}, você obtém o resultado:
{\displaystyle {\begin{aligned}\phi &=V_{\infty }\cos \alpha \,x+V_{\infty }\,\mathrm {sen} \,\alpha \,y\\\psi &=-V_{\infty }\,\mathrm {sen} \,\alpha \,x+V_{\infty }\,\cos \alpha \,y.\end{aligned}}}

### Poço ou fonte
Uma fonte ou um poço (sumidouro) é uma solução onde a velocidade depende apenas da distância de um ponto, por exemplo a origem dos eixos, e é direcionada radialmente (ou seja, em direção a este ponto ou na direção oposta). Para encontrar a solução é conveniente recorrer a um sistema de coordenadas polares (ou cilíndricas).  A equação de Laplace se transforma assim:
{\displaystyle \nabla ^{2}\phi ={\frac {1}{r}}{\frac {\partial }{\partial r}}\left(r{\frac {\partial \phi }{\partial r}}\right)+{\frac {1}{r^{2}}}{\frac {\partial ^{2}\phi }{\partial \vartheta ^{2}}}=0.}
Como a velocidade deve ter apenas direção radial, sua componente tangencial será zero:
{\displaystyle u_{\vartheta }={\frac {1}{r}}{\frac {\partial \phi }{\partial \vartheta }}=0}
e assim {\displaystyle \phi =\phi (r)} é uma função apenas da coordenada r.  A equação de Laplace é, portanto, simplificada da seguinte forma:
{\displaystyle {\frac {\partial }{\partial r}}\left(r{\frac {\partial \phi }{\partial r}}\right)=0}
Integrando:
{\displaystyle r{\frac {\partial \phi }{\partial r}}=c}
onde c é uma constante de integração. Separando as variáveis:
{\displaystyle d\phi =c\,{\frac {dr}{r}}\,}
e integrando novamente:
{\displaystyle \phi =c\ln r\,}
onde a segunda constante de integração foi desprezada. Então:
{\displaystyle u_{r}={\frac {\partial \phi }{\partial r}}={\frac {c}{r}}.}
A constante c pode ser obtida a partir da vazão, definida como:
{\displaystyle Q=\int _{0}^{2\pi }u_{r}\,r\,d\vartheta =\int _{0}^{2\pi }c\,d\vartheta =2\pi c}
onde a vazão é definida como positiva para uma solução fonte e negativa para uma solução sumidouro. Em última análise obtemos:
{\displaystyle {\begin{aligned}\phi &={\frac {Q}{2\pi }}\ln r\\\psi &={\frac {Q}{2\pi }}\vartheta .\end{aligned}}}

### Dupleto
A solução denominada dupleto é a superposição das soluções sumidouro e fonte quando estas últimas estão localizadas no mesmo ponto e possuem a mesma intensidade.  Para chegar à solução do dupleto podemos, portanto, partir da superposição de uma fonte e um sumidouro a uma certa distância finita Δx entre eles.  Em qualquer ponto P será percebida a soma potencial dos potenciais da fonte e do sumidouro:
{\displaystyle \phi (P)={\frac {|Q|}{2\pi }}\ln r_{s}-{\frac {|Q|}{2\pi }}\ln r_{p}={\frac {Q}{2\pi }}\left(\ln r_{s}-\ln r_{p}\right)}
que pode ser multiplicado e dividido pela distância:
{\displaystyle \phi (P)={\frac {Q\Delta x}{2\pi }}{\frac {\left(\ln r_{s}-\ln r_{p}\right)}{\Delta x}}.}
desta forma a solução foi escrita em função da distância entre o poço e a fonte.  Resta fazer com que esta distância tenda a zero, tomando cuidado, porém, para que o produto QΔx permaneça constante: como Δx tende a zero, as intensidades do sumidouro e da fonte terão que tender ao infinito.
{\displaystyle \lim _{\Delta x\to 0}{\frac {Q\Delta x}{2\pi }}{\frac {\left(\ln r_{s}-\ln r_{p}\right)}{\Delta x}}={\frac {K}{2\pi }}\lim _{\Delta x\to 0}{\frac {\left(\ln r_{s}-\ln r_{p}\right)}{\Delta x}}}
O limite do segundo membro da equação anterior é justamente a definição da derivada do logaritmo natural:
{\displaystyle {\frac {K}{2\pi }}\lim _{\Delta x\to 0}{\frac {\left(\ln r_{s}-\ln r_{p}\right)}{\Delta x}}={\frac {K}{2\pi }}{\frac {\partial }{\partial x}}\left(\ln r\right)}
Resta apenas realizar a derivada.  Lembrando que:
{\displaystyle {\begin{aligned}r&={\sqrt {x^{2}+y^{2}}}\\x&=r\cos \vartheta \\y&=r\,\mathrm {sen} \,\vartheta \end{aligned}}}
se obtém:
{\displaystyle {\frac {\partial }{\partial x}}\left(\ln r\right)={\frac {\partial }{\partial r}}\left(\ln r\right){\frac {\partial r}{\partial x}}={\frac {1}{r}}{\frac {x}{\sqrt {x^{2}+y^{2}}}}={\frac {\cos \vartheta }{r}}}
e, portanto, a solução do potencial do dupleto é:
{\displaystyle \phi ={\frac {K}{2\pi }}{\frac {\cos \vartheta }{r}}.}
Do potencial obtemos as componentes da velocidade e da função atual:
{\displaystyle {\begin{aligned}u_{r}&={\frac {\partial \phi }{\partial r}}={\frac {1}{r}}{\frac {\partial \psi }{\partial \vartheta }}=-{\frac {K}{2\pi }}{\frac {\cos \vartheta }{r^{2}}}\\u_{\vartheta }&={\frac {1}{r}}{\frac {\partial \phi }{\partial \vartheta }}=-{\frac {\partial \psi }{\partial r}}=-{\frac {K}{2\pi }}{\frac {\mathrm {sen} \,\vartheta }{r^{2}}}\\\psi &=-{\frac {K}{2\pi }}{\frac {\mathrm {sen} \,\vartheta }{r}}.\end{aligned}}}

### Vórtice livre
A solução de vórtice livre é uma solução particular que, em um sistema de coordenadas polares, requer que a componente de velocidade radial seja zero:
{\displaystyle u_{r}={\frac {\partial \phi }{\partial r}}=0.}
A equação de Laplace é então transformada desta forma:
{\displaystyle \nabla ^{2}\phi ={\frac {1}{r^{2}}}{\frac {\partial ^{2}\phi }{\partial \vartheta ^{2}}}=0\quad \Rightarrow \quad {\frac {\partial ^{2}\phi }{\partial \vartheta ^{2}}}=0}
que integrado pela primeira vez se torna:
{\displaystyle {\frac {\partial \phi }{\partial \vartheta }}=c}
com c constante de integração. Bastará integrar uma segunda vez para obter o potencial:
{\displaystyle \phi =c\,\vartheta }
onde, tratando-se de um potencial, a segunda constante de integração foi negligenciada. Neste ponto é imediato obter a velocidade tangencial:
{\displaystyle u_{\vartheta }={\frac {1}{r}}{\frac {\partial \phi }{\partial \vartheta }}={\frac {c}{r}}.}
Para as hipóteses da teoria do fluxo potencial, o fluxo deve ser irrotacional, ou seja, ter zero circulação. Mas observemos que, se C é uma curva que contém dentro de si a origem (o centro do vórtice), que é um ponto de descontinuidade porque:
{\displaystyle r\rightarrow 0\quad \Rightarrow \quad u_{\vartheta }\rightarrow \infty ,}
então a circulação será:
{\displaystyle \Gamma =\oint _{C}{\vec {V}}\cdot d{\vec {l}}=\int _{0}^{2\pi }u_{\vartheta }\,r\,d\vartheta =\int _{0}^{2\pi }c\,d\vartheta =2\pi c}
um valor diferente de zero.  A circulação representa a intensidade do vórtice e fornece o valor da constante de integração c.  A solução, lembrando também a definição de função atual, será portanto:
{\displaystyle {\begin{aligned}\phi &={\frac {\Gamma }{2\pi }}\,\vartheta \\\psi &=-{\frac {\Gamma }{2\pi }}\,\ln r.\\\end{aligned}}}

## Paradoxo de D'Alembert
O paradoxo de d'Alembert é obtido pela sobreposição de um fluxo uniforme de incidência zero com um dupleto. Em coordenadas polares:
{\displaystyle {\begin{aligned}\phi &=V_{\infty }r\cos \vartheta +{\frac {K}{2\pi }}{\frac {\cos \vartheta }{r}}\\\psi &=V_{\infty }r\,\mathrm {sen} \,\vartheta -{\frac {K}{2\pi }}{\frac {\mathrm {sen} \,\vartheta }{r}}\\\end{aligned}}}
das expressões anteriores obtemos as das velocidades:
{\displaystyle {\begin{aligned}u_{r}&=V_{\infty }\cos \vartheta -{\frac {K}{2\pi }}{\frac {1}{r^{2}}}\cos \vartheta \\u_{\vartheta }&=-V_{\infty }\,\mathrm {sen} \,\vartheta -{\frac {K}{2\pi }}{\frac {1}{r^{2}}}\,\mathrm {sen} \,\vartheta \\\end{aligned}}}
e a partir dessas expressões é possível obter os valores das variáveis para as quais a velocidade desaparece, ou seja, o ponto de estagnação:
{\displaystyle {\begin{aligned}u_{\vartheta }&=0\quad &\Rightarrow \quad &\vartheta =\pi \\u_{r}&=0\quad &\Rightarrow \quad &r={\sqrt {\frac {K}{2\pi V_{\infty }}}}\\\end{aligned}}}
Os pontos que possuem a coordenada r igual a {\displaystyle {\sqrt {\frac {K}{2\pi V_{\infty }}}}} eles terão velocidade radial zero. Esta solução simula portanto um cilindro de base circular imerso numa corrente uniforme, desde que seja respeitada a condição de impermeabilidade. No corpo em particular a velocidade é:
{\displaystyle {\begin{aligned}u_{r}&=0\\u_{\vartheta }&=-2V_{\infty }\,\mathrm {sen} \,\vartheta \\\end{aligned}}}
Determina-se o campo de pressão ao redor do corpo simulado usando o teorema de Bernoulli:
{\displaystyle p+{\frac {1}{2}}\rho u_{\vartheta }^{2}=p_{\infty }+{\frac {1}{2}}\rho V_{\infty }^{2}\quad \Rightarrow \quad p-p_{\infty }={\frac {1}{2}}\rho V_{\infty }^{2}\left(1-4\,\mathrm {sen} ^{2}\,\vartheta \right)}
E por fim, uma vez conhecida a tendência de pressão no corpo, é possível determinar a força aerodinâmica, ou melhor, seus componentes resistência e sustentação, atuando sobre o corpo:
{\displaystyle D=-\int _{0}^{2\pi }\left(p-p_{\infty }\right)\cos \vartheta \,d\vartheta =0}
{\displaystyle L=-\int _{0}^{2\pi }\left(p-p_{\infty }\right)\mathrm {sen} \,\vartheta \,d\vartheta =0\,.}
Obtivemos assim o que é chamado de paradoxo de d'Alembert, ou seja, as forças aerodinâmicas que atuam sobre um cilindro imerso em uma corrente uniforme sob as hipóteses da teoria do potencial são nulas.

## O teorema de Kutta-Žukovskij
Se a solução encontrada anteriormente e que deu origem ao paradoxo de d'Alembert for sobreposta à solução do vórtice livre, obtém-se a solução:
{\displaystyle {\begin{aligned}u_{r}&=V_{\infty }\cos \vartheta -{\frac {K}{2\pi }}{\frac {1}{r^{2}}}\cos \vartheta \\u_{\vartheta }&=-V_{\infty }\,\mathrm {sen} \,\vartheta -{\frac {K}{2\pi }}{\frac {1}{r^{2}}}\,\mathrm {sen} \,\vartheta +{\frac {\Gamma }{2\pi }}{\frac {1}{r}}\\\end{aligned}}}
Se aplicarmos o teorema de Bernoulli como feito anteriormente, são obtidos os seguintes valores para a resistência e sustentação:
{\displaystyle {\begin{aligned}D&=0\\L&=-\rho V_{\infty }\Gamma \,.\\\end{aligned}}}
Os anteriores expressam o teorema de Kutta-Žukovski.